# Leena Tuuteri
Anna Leena Tuuteri, född den 9 oktober 1920 i Helsingfors, död den 24 juli 2019 i Esbo, var en finländsk pediatriker.
Tuuteri, som blev medicine och kirurgie doktor 1953, är specialist i pediatrik och barnkardiologi och var överläkare för barnavdelningen vid Kuopio centralsjukhus 1958–61, specialistläkare 1962–80, docent i barnkardiologi vid Helsingfors universitet 1967–83 och överläkare vid Helsingfors universitetscentralsjukhus pediatriska kliniks kardiologiska avdelning 1980–83. 
Tuuteri tilldelades Konrad Reijo Waara-priset 1980 och professors titel 1990. Hon har skrivit Sata vuotta lastensairaalahoitoa (1993) och Tuhat päivää Itä-Karjalassa (1998).